# Forewick Holm
Forewick Holm est une île des Shetland située à proximité de Papa Stour. C'est une micronation depuis 2008.

## Emplacement
Forewick Holm est située à environ 200 mètres au sud du promontoire de Forewick Ness sur Papa Stour et à 1,5 kilomètreau nord de Melby sur la péninsule de Sandness.
Un petit îlot appelé Scarf's Head est accessible depuis Forewick Holm à marée basse.

## Nom

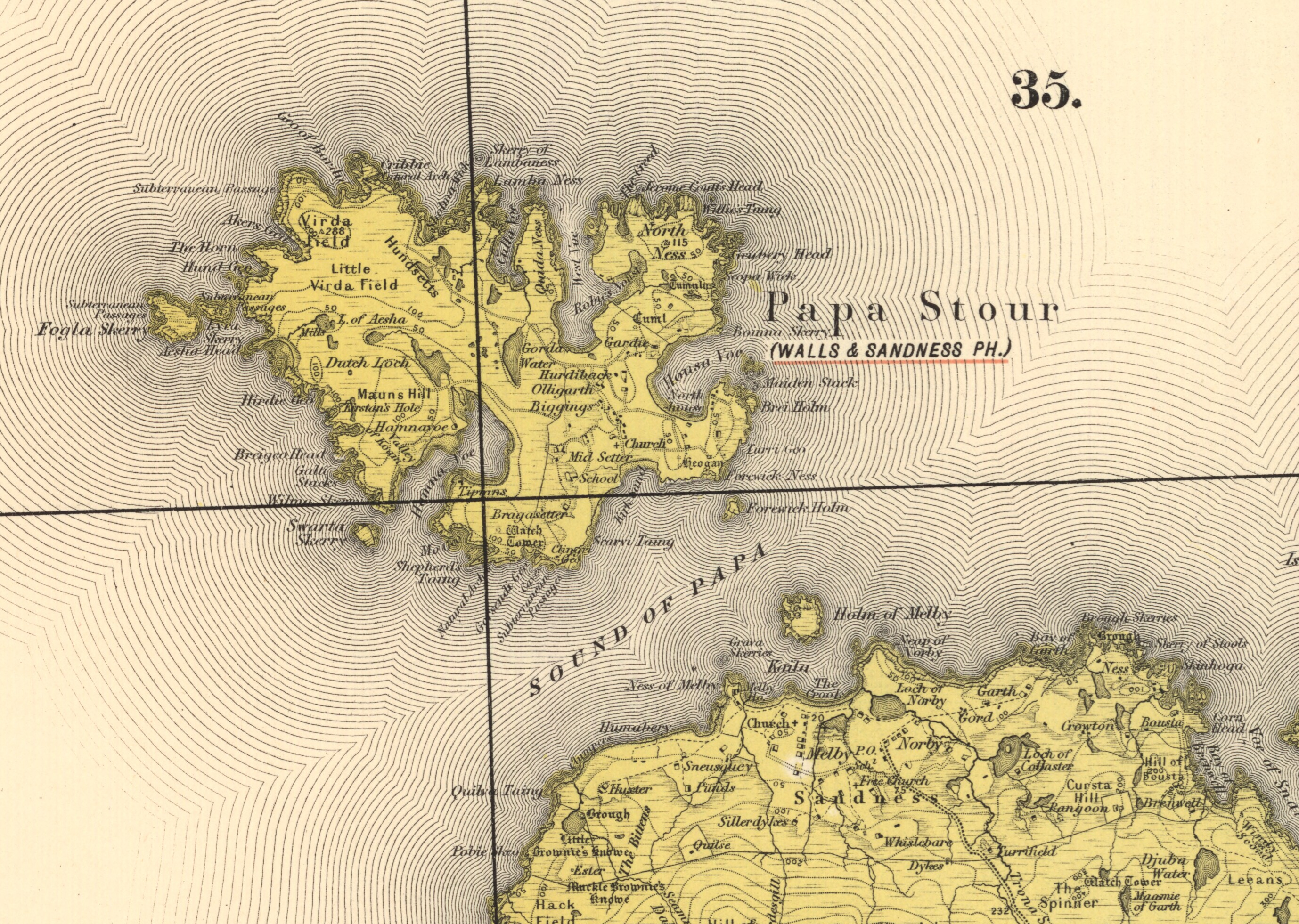
Carte de Papa Sour. Forwik est la petite île au sud-est (1890).

L'île est officiellement nommée Forewick Holm. Får est un mouton en norvégien, danois et suédois moderne. Wick est une anglicisation de Vik, en vieux norrois et norvégien moderne pour la baie. Holm est un nom commun dans les îles Orcades et Shetland, et ailleurs, pour une petite île arrondie. Forewick Holm veut donc dire : Petite île ronde de la Baie des moutons.

## Histoire
Il n'y a aucune trace de l'île habitée en permanence, et en 2008, Stuart Hill n'y résidait quelques jours par an.
Le SS Highcliffe fait naufrage sur l'îlot le 6 février 1940. Il transporte une cargaison de minerai de fer de Narvik à Immingham,.
La propriété actuelle de l'îlot est en litige entre Mark King, un résident de Papa Stour, et Stuart Hill, un résident de Cunningsburgh. Hill est un Anglais installé aux Shetland après y avoir fait naufrage en 2001 lors d'une tentative infructueuse de contourner les îles britanniques, ce qui lui a valu le surnom de "capitaine Calamity",. Hill avance que les titres de propriété "par occupation" (selon l'ancienne loi udal norvégienne) lui ont été remis par le propriétaire Mark King, en 2008. Il prétend avoir un document signé l'attestant. King, lui, déclare que ce n'était pas le cas, mais qu'il avait accepté de vendre l'île à Hill. En mars 2009, King revendique toujours la propriété, déclarant que Hill n'avait pas payé l'île comme convenu.

## État souverain de Forvik
| État souverain de Forvik                            |                                            |
| Forvik (Depuis 2008) Sovereign State of Forvik (en) |                                            |
| Drapeau de Forvik(Depuis 2008)                      |                                            |
| Administration                                      |                                            |
| Pays                                                | Royaume-Uni                                |
| Territoire revendiqué                               | L'île de Forewick Holm                     |
| Statut politique                                    | Micronation                                |
| Leader Mandat                                       | Stuart "Captain Calamity" Hill Depuis 2008 |
| Démographie                                         |                                            |
| Population                                          | 1 hab.                                     |
| Densité                                             | 100 hab./km2                               |
| Langue(s)                                           | Anglais                                    |
| Géographie                                          |                                            |
| Coordonnées                                         | 60° 19′ 07″ nord, 1° 39′ 49″ ouest         |
| Superficie                                          | 0,01 km2                                   |
| Sources                                             |                                            |
| Site officiel                                       |                                            |
|                                                     |                                            |
| modifier                                            |                                            |

Le 19 juin 2008, Stuart Hill (en) proclame l'indépendance de l'île vis-à-vis du Royaume-Uni, la renommant pour l'occasion « Forvik ».
Il cite un accord conclu en 1469 entre le roi Christian Ier de Danemark, Norvège et Suède et le roi Jacques III d'Écosse, par lequel Christian a mis en gage les îles Shetland à James afin de collecter des fonds pour la dot de sa fille.
Il soutient que, comme le prêt n'a jamais été remboursé et qu'aucun autre accord juridique n'a été mis en place, les Shetland restent dans les limbes constitutionnelles et devraient jouir correctement du statut de dépendances de la Couronne telles que l'île de Man ou les îles Anglo-Normandes. La validité de cette affirmation n'a pas été acceptée par le gouvernement britannique.
Selon Stuart Hill, les Shetland n'ont jamais fait partie de l'Écosse et donc ne font pas partie du Royaume-Uni, ni de l'Union Européenne,.
Il n'y avait pas de résidents à temps plein ou de structures permanentes sur l'île. Hill annonce son intention d'ériger une structure sur l'île, sans permis de construire.
En juillet 2008, Hill annonce qu'il invite les entreprises pétrolières à payer pour les droits d'exploration pétrolière dans les eaux territoriales de Forvik,. Il prétend que ce qu'il essaye de faire avec Forvik est l'exemple de ce que les Shetlanders pourraient réaliser s'ils affirmaient leurs droits légaux et se séparaient de la même façon du Royaume-Uni.
Il s'implique aussi dans d'autres activités sécessionnistes aux Shetland,.
En septembre 2008, alors qu'il se déplace autour de l'île sur un petit bateau, fait maison, en contreplaqué à fond plat, il doit être secouru par un hélicoptère des garde-côtes et un canot de sauvetage après que son navire a commencé à couler. Son bateau a été décrit comme « délabré » et « armoire flottante » et a été critiqué par ses sauveteurs pour n'avoir ni gilet de sauvetage ni radio à bord. Il s'agissait de son 8e sauvetage.
En 2008, Hill vend une centaine de "citoyennetés" entre 60 £ et 540 £,. Les conditions d'adhésion sont par la suite passées à 20 £ par an, et en 2015, Hill affirme avoir 218 citoyens.
Hill refuse de payer des taxes au gouvernement britannique, créant ses propres documents délivrés par Forvik. En 2011, il est arrêté pour conduite sans assurance ni taxe de circulation et dix autres infractions. Il est condamné à 1 400 £ d'amende, une perte de 12 points sur permis de conduire et six mois de suspension de permis.
Hill se présente aux élections à Orkney and Shetland comme Sans étiquette, aux élections générales britanniques de 2017. Alors qu'il se rend à Orkney pour le décompte des voix, un hangar à bateaux qu'il avait construit sans permis de construire est démoli. Aux élections, Hill arrive dernier avec 245 voix (1,1%). Il refusera de soumettre un rapport de ses dépenses électorales, comme le prévoit la loi britannique.